# Athene trinacriae
Espèce
Athene trinacriae est une espèce fossile d'oiseaux strigiformes de la famille des Strigidae.

## Aire de répartition
Cette chevêche a été découverte en Sicile, en Italie.

## Paléoenvironnement
Elle vivait à l'époque géologique du Pléistocène moyen.

## Étymologie
L'épithète spécifique est nommée en référence au lieu de sa découverte : la Trinacrie (qui est l'ancien nom de la Sicile).

## Taxinomie
Cette espèce a été décrite pour la première fois en 2002 par les naturalistes Marco Pavia et Cécile Mourer-Chauviré (née en 1939).